# Toronto Metros 1972
Questa pagina raccoglie i dati riguardanti i Toronto Metros nelle competizioni ufficiali della stagione 1972.

## Stagione
La rosa dei Metros era caratterizzata da una forte presenza di calciatori europei ma anche da una nutrita rappresentanza di giocatori canadesi. Nel corso della stagione l'allenatore Graham Leggat venne sollevato dall'incarico e sostituito dal portoghese Artur Rodrigues.
La squadra concluse il torneo al quarto posto della Northern Division, non riuscendo ad accedere alle semifinali per l'assegnazione del titolo.

## Organigramma societario
Area direttiva
- Presidente: John Fisher
- General Manager: Jack Daley
- Direttore of player personell: Artur Rodrigues[1]

Area tecnica
- Allenatore: Graham Leggat, Artur Rodrigues
- Assistente: Artur Rodrigues

## Rosa
| N. |                             | Ruolo | Calciatore             |
| -- | --------------------------- | ----- | ---------------------- |
| 1  | Canada (bandiera)           | P     | Dick Howard            |
| 2  | Italia (bandiera)           | A     | Paolo Barison          |
| 3  | Scozia (bandiera)           | D     | Brian Rowan (capitano) |
| 4  | Inghilterra (bandiera)      | C     | Brian Talbot           |
| 5  | Portogallo (bandiera)       | C     | António Medeiros       |
| 6  | Irlanda del Nord (bandiera) | D     | Bobby Averell          |
| 7  | Scozia (bandiera)           | A     | Ian McHattie           |
| 8  | Scozia (bandiera)           | C     | Gus Moffat             |
| 9  | Argentina (bandiera)        | A     | Miguel Perrichon       |
| 10 | Scozia (bandiera)           | A     | John Fahy              |
| 11 | Brasile (bandiera)          | C     | José Morais            |

| N. |                        | Ruolo | Calciatore          |
| -- | ---------------------- | ----- | ------------------- |
| 12 | Inghilterra (bandiera) | D     | Peter Duerden       |
| 12 | Scozia (bandiera)      | D     | Frank Donlavey      |
| 14 | Scozia (bandiera)      | C     | Dave Thomson        |
| 15 | Canada (bandiera)      | C     | Tim Burns           |
| 16 | Canada (bandiera)      | D     | Tony Lecce          |
| 17 | Inghilterra (bandiera) | D     | Barry Rowan         |
| 18 | Canada (bandiera)      | A     | Walter Muir         |
| 22 | Italia (bandiera)      | P     | Paolo Baldin        |
| 22 | Canada (bandiera)      | P     | Laszlo Bastyovansky |
|    | Stati Uniti (bandiera) | P     | Cal Kern            |

## Risultati
Ogni squadra disputava quattordici incontri, affrontando una volta in casa e una in trasferta tutte le avversarie.
| 6 maggio 1972 | Miami Gatos | 1 – 4 | Toronto Metros | Miami-Dade North Stadium |

| 14 maggio 1972 | Toronto Metros | 1 – 0 | Dallas Tornado | Varsity Stadium (8.115 spett.) |

| 21 maggio 1972 | Toronto Metros | 0 – 1 | St. Louis Stars | Varsity Stadium (9.112 spett.) |

| 28 maggio 1972 | Montréal Olympique | 2 – 2 | Toronto Metros | Autostade |

| 4 giugno 1972 | Rochester Lancers | 1 – 1 | Toronto Metros | Aquinas Memorial Stadium |

| 11 giugno 1972 | Toronto Metros | 0 – 3 | Montréal Olympique | Varsity Stadium (8.416 spett.) |

| 18 giugno 1972 | N.Y. Cosmos | 2 – 1 | Toronto Metros | Hofstra Stadium |

| 28 giugno 1972 | Toronto Metros | 3 – 1 | Miami Gatos | Varsity Stadium (5.772 spett.) |

| 9 luglio 1972 | Atlanta Chiefs | 0 – 2 | Toronto Metros | Atlanta Stadium |

| 12 luglio 1972 | Toronto Metros | 1 – 2 | Rochester Lancers | Varsity Stadium (11.124 spett.) |

| 22 luglio 1972 | St. Louis Stars | 5 – 1 | Toronto Metros | Busch Memorial Stadium |

| 26 luglio 1972 | Toronto Metros | 1 – 1 | Atlanta Chiefs | Varsity Stadium (5.678 spett.) |

| 29 luglio 1972 | Dallas Tornado | 2 – 0 | Toronto Metros | Texas Stadium |

| 6 agosto 1972 | Toronto Metros | 1 – 1 | N.Y. Cosmos | Varsity Stadium (1.992 spett.) |

## Statistiche

### Statistiche di squadra
| Competizione | Punti | In casa | In casa | In casa | In casa | In casa | In casa | In casa | In trasferta | In trasferta | In trasferta | In trasferta | In trasferta | In trasferta | In trasferta | Totale | Totale | Totale | Totale | Totale | Totale | Totale |
| Competizione | Punti | G       | V       | N       | P       | Bg      | Gf      | Gs      | G            | V            | N            | P            | Bg           | Gf           | Gs           | G      | V      | N      | P      | Bg     | Gf     | Gs     |
| ------------ | ----- | ------- | ------- | ------- | ------- | ------- | ------- | ------- | ------------ | ------------ | ------------ | ------------ | ------------ | ------------ | ------------ | ------ | ------ | ------ | ------ | ------ | ------ | ------ |
| NASL         | 53    | 7       | 2       | 2       | 3       | 7       | 7       | 9       | 7            | 2            | 2            | 3            | 10           | 11           | 13           | 14     | 4      | 4      | 6      | 17     | 18     | 22     |